# Sonac
Pour les articles homonymes, voir Sonnac.
Sonac est une commune française, située dans l'est du département du Lot en région Occitanie.
Elle est également dans le causse de Gramat, le plus vaste et le plus sauvage des quatre causses du Quercy.
Exposée à un climat océanique altéré, elle est drainée par le Francés et par un autre cours d'eau. Incluse dans le bassin de la Dordogne, la commune possède un patrimoine naturel remarquable :  et une zone naturelle d'intérêt écologique, faunistique et floristique.
Sonac est une commune rurale qui compte 93 habitants en 2022, après avoir connu un pic de population de 309 habitants en 1806.  Elle fait partie de l'aire d'attraction de Figeac. Ses habitants sont appelés les Sonacois ou  Sonacoises.

## Géographie

### Accès
Le village de Sonac se trouve entre deux grands axes : la D 840 reliant Brive à Rodez par Le Bourg et la D 802 reliant l'autoroute A20 à Figeac. Il est traversé par la D 25 allant du Bourg à Flaujac et la D11 conduisant à Assier au sud-est.
L'église de Sonac est éloignée de moins de 400 mètres de l'église de Saint-Simon.

### Communes limitrophes
Les communes limitrophes sont  Assier, Le Bourg, Livernon, Rudelle, Saint-Simon et Théminettes.
|             | Théminettes | Rudelle  |
| Saint-Simon | Sonac       | Le Bourg |
| Livernon    | Assier      |          |

### Relief

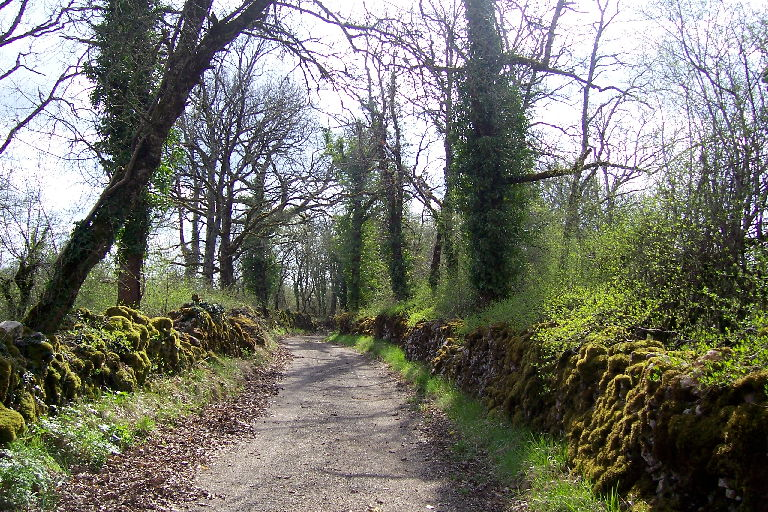
Petite route près du bourg.

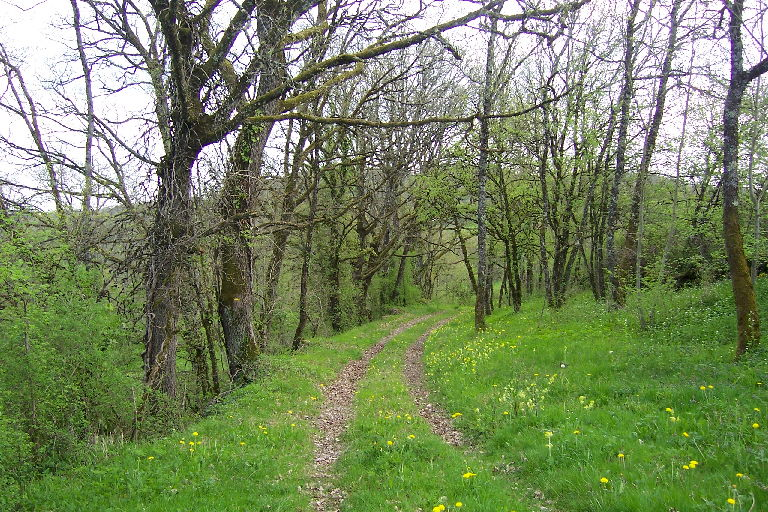
Chemin près du Vic.

Les points les plus élevés de la commune de Sonac se trouvent au nord : lieux-dits le Vic (380 m), Mas de Gaffoulet (367 m), les Scapvals (365 m). Le paysage y est composé de verts pâturages bordés de haies. Une borne IGN au nord du lieu-dit le Vic se trouve au sommet d'une colline boisée à l'altitude 424 mètres.
Le bourg de Sonac se trouve sur une colline culminant à 379 mètres au niveau de l'église. Le ruisseau coule dans la vallée en contrebas en direction du sud-ouest 38 mètres plus bas. Il se dirige et se perd aux environs du lieu-dit les Igues (altitude 333 mètres). La D 11 et la voie ferrée séparent les verts terrains du Limargue de ceux plus arides du causse. Le plateau calcaire, faiblement ondulé et percé de dolines, s'étend au sud-ouest vers le Mousquié à des altitudes variant de 304 mètres à 329 mètres.

### Géologie
La commune de Sonac s'étend au nord-est sur les terrains les plus anciens du Limargue et au sud-ouest sur les calcaires du causse.

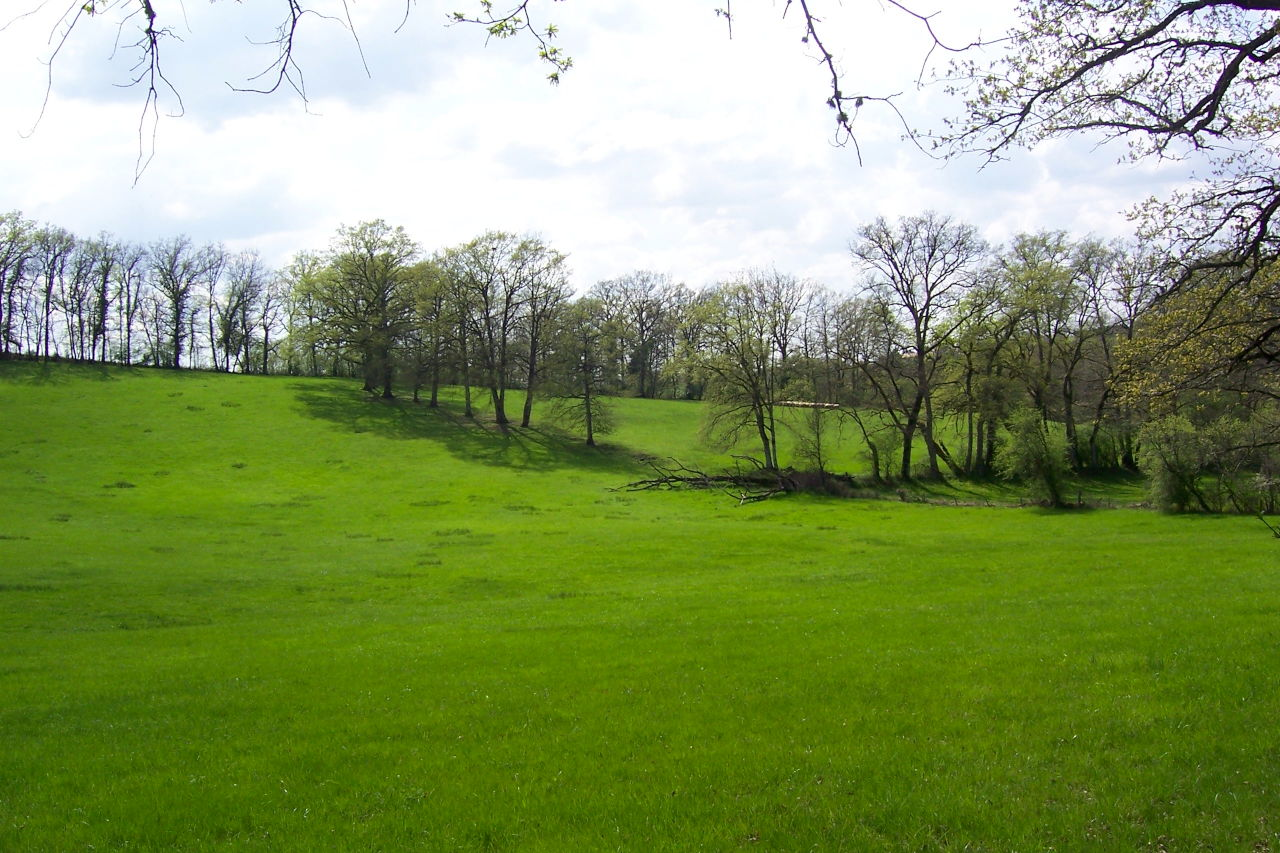
Prairie du Limargue au nord-est de Sonac.

En parcourant la commune du nord-est vers le sud-ouest par la route départementale 25, nous rencontrons les couches géologiques suivantes :

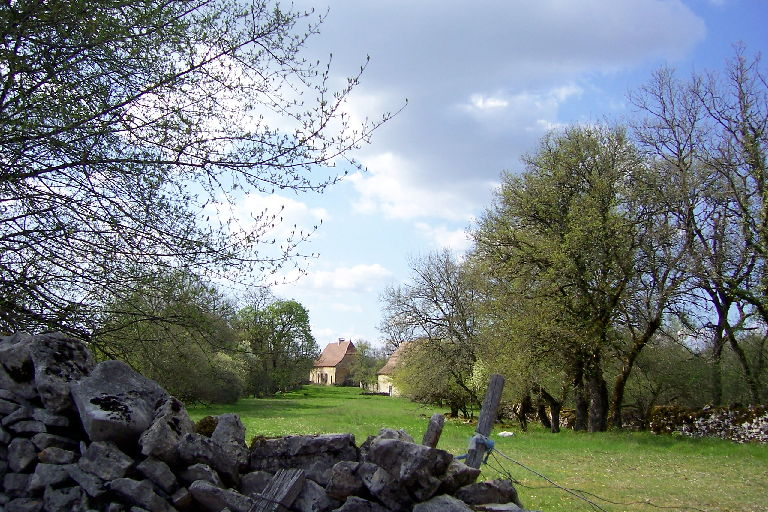
Le causse près du Mousquié.

- les terrains perméables les plus anciens du Lias inférieur, composés de  calcaires, dolomies et cargneules ;
- à partir du lieu-dit Scapval débute une étroite bande semi-perméable où affleurent les marnes, argilites (mélange d'argile et de quartz) et calcaires du Lias moyen et supérieur ;
- une bande de calcaires gréseux du Domérien supérieur (perméables) incluant le Mas de Planque ;
- les terrains imperméables de marnes noires et de « schistes-carton » du Toarcien sur lesquels se situe l'église de Sonac au point haut côté 379 mètres. Dans cette zone se situe la limite de bassin versant Dordogne - Lot ;
- dans la partie sud-ouest incluant les lieux-dits les Igues et le Mousquié, les terrains calcaires karstifiés du Jurassique moyen et supérieur du causse de Gramat.

### Hydrogéologie et spéléologie

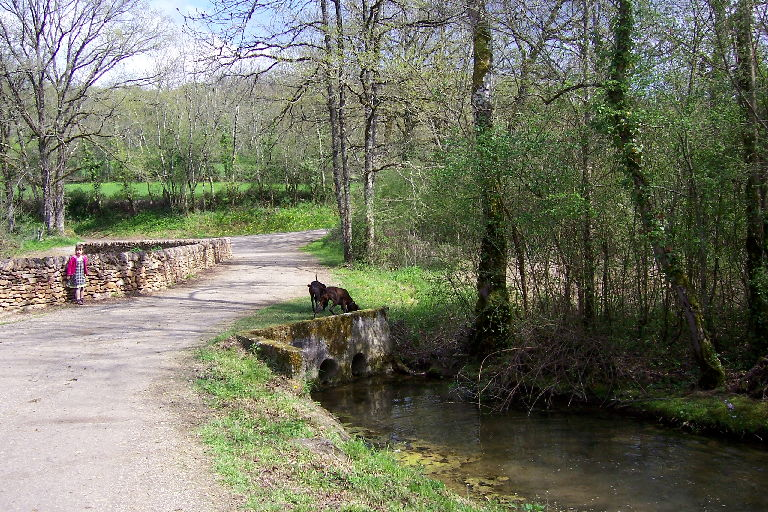
Le ruisseau de Sonac.

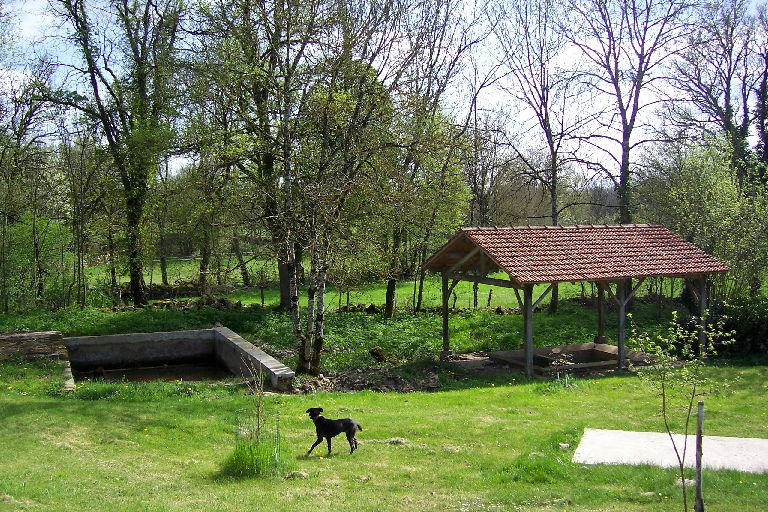
Le lavoir près des Igues.

Les eaux qui traversent la commune de Sonac prennent leur source au nord au contact des terrains perméables et imperméables.
Le ruisseau de Sonac prend sa source dans la petite vallée qui prend naissance au sud du lieu-dit les Scapvals. L'exploitant agricole y a établi récemment un plan d'eau d'irrigation. Un autre petit bassin de retenue a été établi en contrebas du bourg. En période de crue, après un kilomètre de cours aérien, le ruisseau atteint et dépasse le lavoir du lieu-dit les Igues puis est capté par le causse.
Une station de pompage d'eau potable a été implantée au niveau du lieu-dit le Vic, en bordure de la D 25.
Jean Taisne a répertorié quatre cavités sur le causse : la grotte Delfour, l'igue de la Garenne, la grotte du Mousquié et la grotte du bois du Mousquié.

### Climat
Pour des articles plus généraux, voir Climat de l'Occitanie et Climat du Lot.
En 2010, le climat de la commune est de type climat océanique altéré, selon une étude s'appuyant sur une série de données couvrant la période 1971-2000. En 2020, Météo-France publie une typologie des climats de la France métropolitaine dans laquelle la commune est dans une zone de transition entre le climat océanique altéré et le climat de montagne ou de marges de montagne et est dans la région climatique Ouest et nord-ouest du Massif Central, caractérisée par une pluviométrie annuelle de 900 à 1 500 mm, maximale en automne et en hiver.
Pour la période 1971-2000, la température annuelle moyenne est de 11,9 °C, avec une amplitude thermique annuelle de 15,8 °C. Le cumul annuel moyen de précipitations est de 1 088 mm, avec 11,9 jours de précipitations en janvier et 7 jours en juillet. Pour la période 1991-2020, la température moyenne annuelle observée sur la station météorologique la plus proche, située sur la commune de Lunegarde à 14 km à vol d'oiseau, est de 12,6 °C et le cumul annuel moyen de précipitations est de 828,1 mm,. Pour l'avenir, les paramètres climatiques de la commune estimés pour 2050 selon différents scénarios d’émission de gaz à effet de serre sont consultables sur un site dédié publié par Météo-France en novembre 2022.

## Urbanisme

### Typologie
Au 1er janvier 2024, Sonac est catégorisée commune rurale à habitat très dispersé, selon la nouvelle grille communale de densité à sept niveaux définie par l'Insee en 2022.
Elle est située hors unité urbaine. Par ailleurs la commune fait partie de l'aire d'attraction de Figeac, dont elle est une commune de la couronne,. Cette aire, qui regroupe 59 communes, est catégorisée dans les aires de moins de 50 000 habitants,.

### Occupation des sols
L'occupation des sols de la commune, telle qu'elle ressort de la base de données européenne d’occupation biophysique des sols Corine Land Cover (CLC), est marquée par l'importance des forêts et milieux semi-naturels (57,4 % en 2018), une proportion identique à celle de 1990 (57,4 %). La répartition détaillée en 2018 est la suivante : 
milieux à végétation arbustive et/ou herbacée (32,5 %), forêts (24,9 %), prairies (24,8 %), zones agricoles hétérogènes (17,8 %). L'évolution de l’occupation des sols de la commune et de ses infrastructures peut être observée sur les différentes représentations cartographiques du territoire : la carte de Cassini (XVIIIe siècle), la carte d'état-major (1820-1866) et les cartes ou photos aériennes de l'IGN pour la période actuelle (1950 à aujourd'hui).

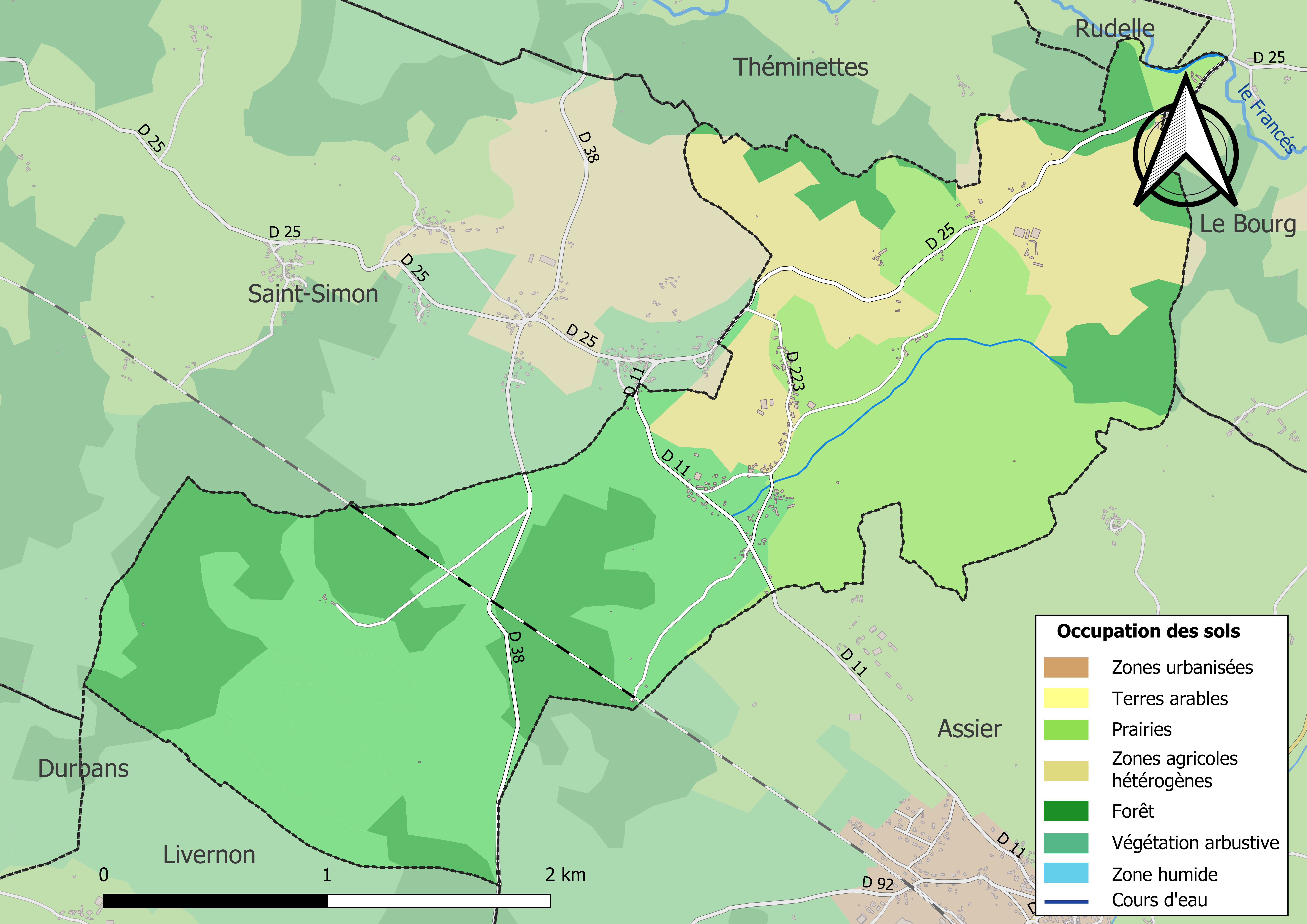
Carte des infrastructures et de l'occupation des sols de la commune en 2018 (CLC).

### Risques majeurs
Le territoire de la commune de Sonac est vulnérable à différents aléas naturels : météorologiques (tempête, orage, neige, grand froid, canicule ou sécheresse), inondations, feux de forêts, mouvements de terrains et séisme (sismicité très faible). Il est également exposé à un risque technologique,  le transport de matières dangereuses. Un site publié par le BRGM permet d'évaluer simplement et rapidement les risques d'un bien localisé soit par son adresse soit par le numéro de sa parcelle.

#### Risques naturels
Certaines parties du territoire communal sont susceptibles d’être affectées par le risque d’inondation par débordement de cours d'eau, notamment le Francés. La cartographie des zones inondables en ex-Midi-Pyrénées réalisée dans le cadre du XIe Contrat de plan État-région, visant à informer les citoyens et les décideurs sur le risque d’inondation, est accessible sur le site de la DREAL Occitanie. La commune a été reconnue en état de catastrophe naturelle au titre des dommages causés par les inondations et coulées de boue survenues en 1982 et 1999,.
Sonac est exposée au risque de feu de forêt. Un plan départemental de protection des forêts contre les incendies a été approuvé par arrêté préfectoral le 30 novembre 2015 pour la période 2015-2025. Les propriétaires doivent ainsi couper les broussailles, les arbustes et les branches basses sur une profondeur de 50 mètres, aux abords des constructions, chantiers, travaux et installations de toute nature, situées à moins de 200 mètres de terrains en nature
de bois, forêts, plantations, reboisements, landes ou friches. Le brûlage des déchets issus de l’entretien des parcs et jardins des ménages et des collectivités est interdit. L’écobuage est également interdit, ainsi que les feux de type méchouis et barbecues, à l’exception de ceux prévus dans des installations fixes (non situées sous couvert d'arbres) constituant une dépendance d'habitation.

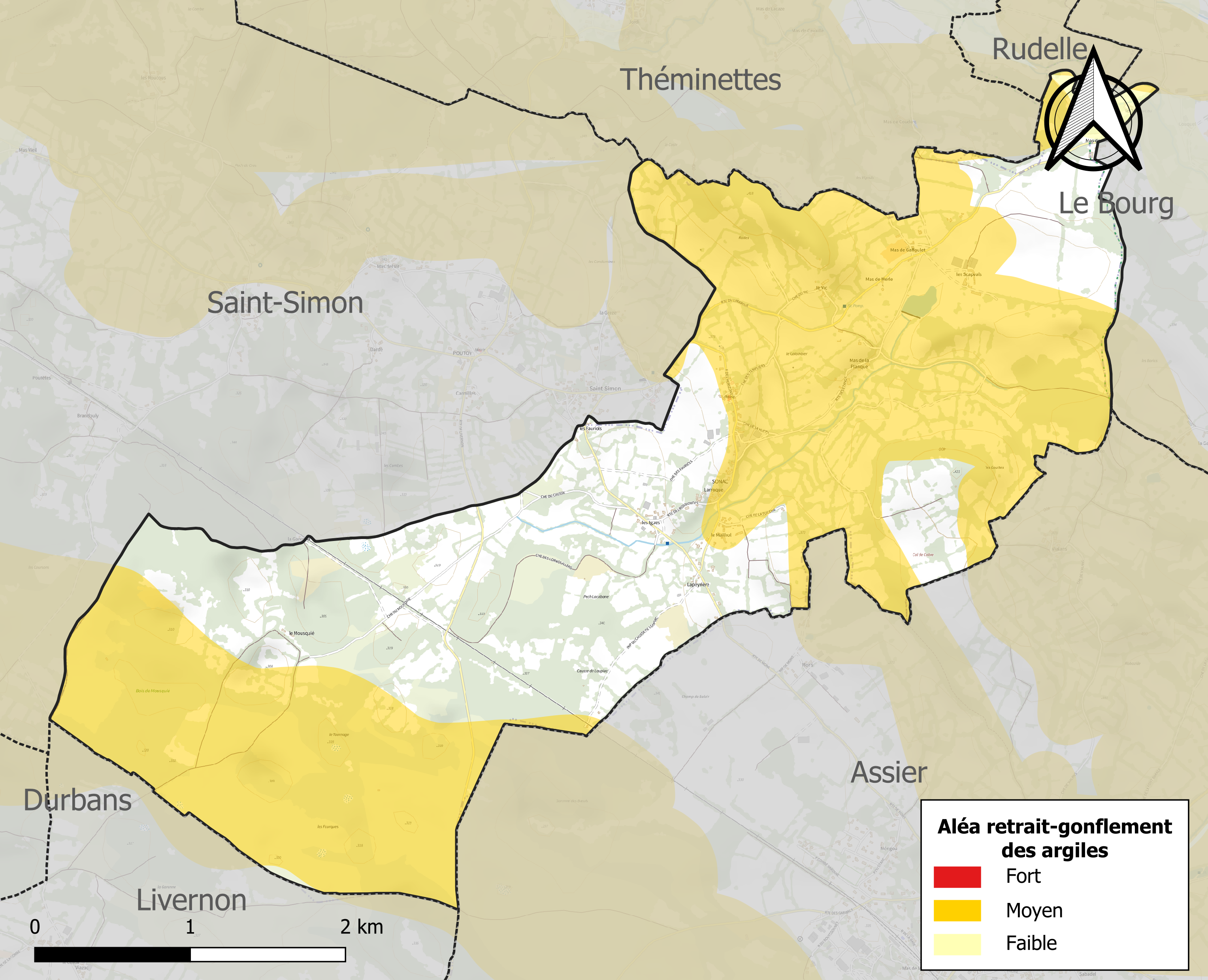
Carte des zones d'aléa retrait-gonflement des sols argileux de Sonac.

Les mouvements de terrains susceptibles de se produire sur la commune sont des affaissements et effondrements liés aux cavités souterraines (hors mines) et des glissements de terrain. Par ailleurs, afin de mieux appréhender le risque d’affaissement de terrain, l'inventaire national des cavités souterraines permet de localiser celles situées sur la commune.
Le retrait-gonflement des sols argileux est susceptible d'engendrer des dommages importants aux bâtiments en cas d’alternance de périodes de sécheresse et de pluie. 59,4 % de la superficie communale est en aléa moyen ou fort (67,7 % au niveau départemental et 48,5 % au niveau national). Sur les 76 bâtiments dénombrés sur la commune en 2019, 46 sont en aléa moyen ou fort, soit 61 %, à comparer aux 72 % au niveau départemental et 54 % au niveau national. Une cartographie de l'exposition du territoire national au retrait gonflement des sols argileux est disponible sur le site du BRGM,.
Par ailleurs, afin de mieux appréhender le risque d’affaissement de terrain, l'inventaire national des cavités souterraines permet de localiser celles situées sur la commune.
Concernant les mouvements de terrains, la commune a été reconnue en état de catastrophe naturelle au titre des dommages causés par la sécheresse en 1989, 1991 et 2019 et par des mouvements de terrain en 1999.

#### Risques technologiques
Le risque de transport de matières dangereuses sur la commune est lié à sa traversée par une infrastructure ferroviaire. Un accident se produisant sur une telle infrastructure est susceptible d’avoir des effets graves sur les biens, les personnes ou l'environnement, selon la nature du matériau transporté. Des dispositions d’urbanisme peuvent être préconisées en conséquence.

## Toponymie
Selon J.-B. Champeval de Vyers, dans son livre Figeac et ses Institutions religieuses, le nom Sonac proviendrait de Soltenacum du nom de son fondateur romain : Soltenacus. Dans un acte daté du 23 août 838, Pépin Ier d'Aquitaine fait état des églises Saint-Étienne et Saint-Sigismond de Sonac appelé Solotenaco ou Soltenaco. Dans la bulle d'Eugène III de 1146, qui unit l'église du village à celle de Figeac, Sonac est nommée Solnaco. Par contraction, ce toponyme donna Sonac.
Selon Gaston Bazalgues, le toponyme Sonac est basé sur l'anthroponyme Sunna, peut-être un mercenaire germanique Ansoaldus devenu citoyen romain. La terminaison -ac est issue du suffixe gaulois -acon (lui-même du celtique commun *-āko-), souvent latinisé en -acum dans les textes,.

## Paléontologie

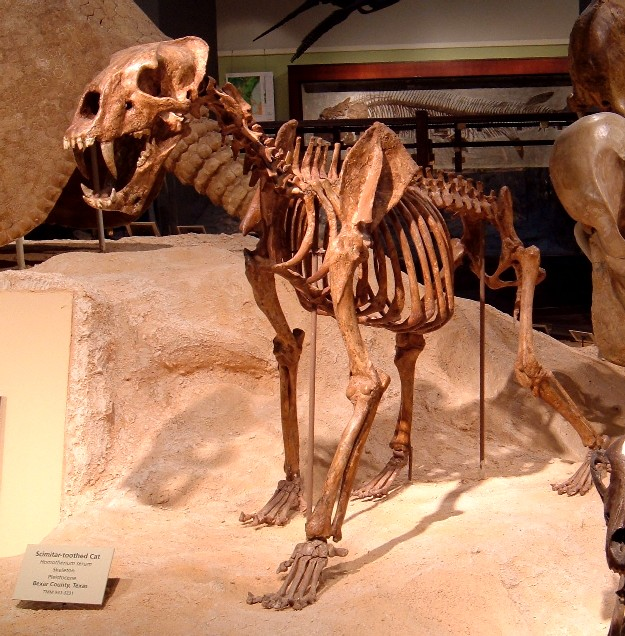
Un Homotherium.

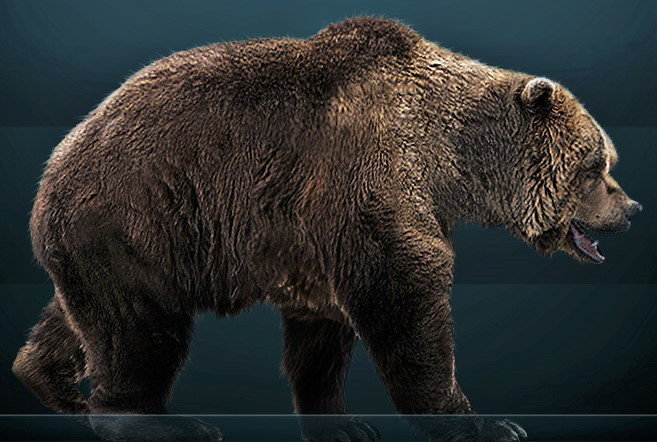
Un ours des cavernes.

En 1970, un gisement paléontologique du quaternaire fut découvert dans la grotte Delfour et étudié par le paléontologue Michel Philippe. La faune se composait : d'ours de Deninger, d'Homotherium, d'Elephantidae, d'Equus sussenbornensis, de Dama clactoniana et de Bovidae.
La datation par le carbone 14 ne fut pas possible, mais la faune en présence se rapprochait de celle des couches 13 et 14 de la grotte de Nauterie à La Romieu, datée du début du pléistocène moyen.

## Histoire

### Préhistoire
Contrairement à sa voisine Saint-Simon, qui possède deux grottes occupées par les hommes préhistoriques et des dolmens, la commune de Sonac ne possède que peu de vestiges de son lointain passé. Près du chemin, dans les environs du lieu-dit le Mousquié, à environ deux kilomètres au sud-ouest de Sonac, il fut trouvé un couteau ou racloir en pierre polie.

### Époque gauloise et romaine
Vers -1000, les Celtes ou Gaulois s'imposent sur le territoire de Sonac. Ensuite, après le siège d'Uxellodunum en -51, la région fut occupée par les Romains qui construisirent des routes et des villae.
Au nord du territoire actuel de la commune, passait la voie romaine reliant Périgueux à Rodez en passant par Gramat, Théminettes et le Mas de la Planque (selon Armand Viré). Au sud, une autre voie de moindre importance suivait l'actuelle D 11 vers Assier. Des fragments de tuiles gallo-romaines à rebord d'origine (tegulae) et creuses (imbreces) furent découvertes dans le champ de M. Bayard à deux cents mètres au sud-ouest de l'emplacement du château (selon M. René Mennevée).
Non loin de là, en septembre 1988, furent trouvées deux meules de moulin à grains :
1. une meule supérieure (catillus) de moulin gaulois de 40 cm de diamètre ;
2. une meule dormante (meta) de 60 cm de diamètre, en grès siliceux très dur, finement polie, de facture gallo-romaine soignée.

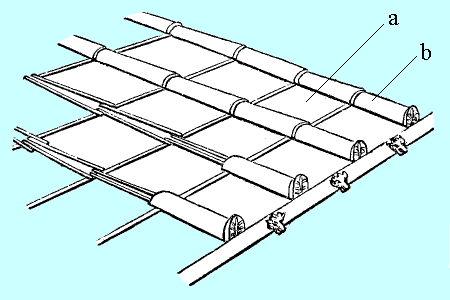
Tuiles : a) tegula, b) imbrex.
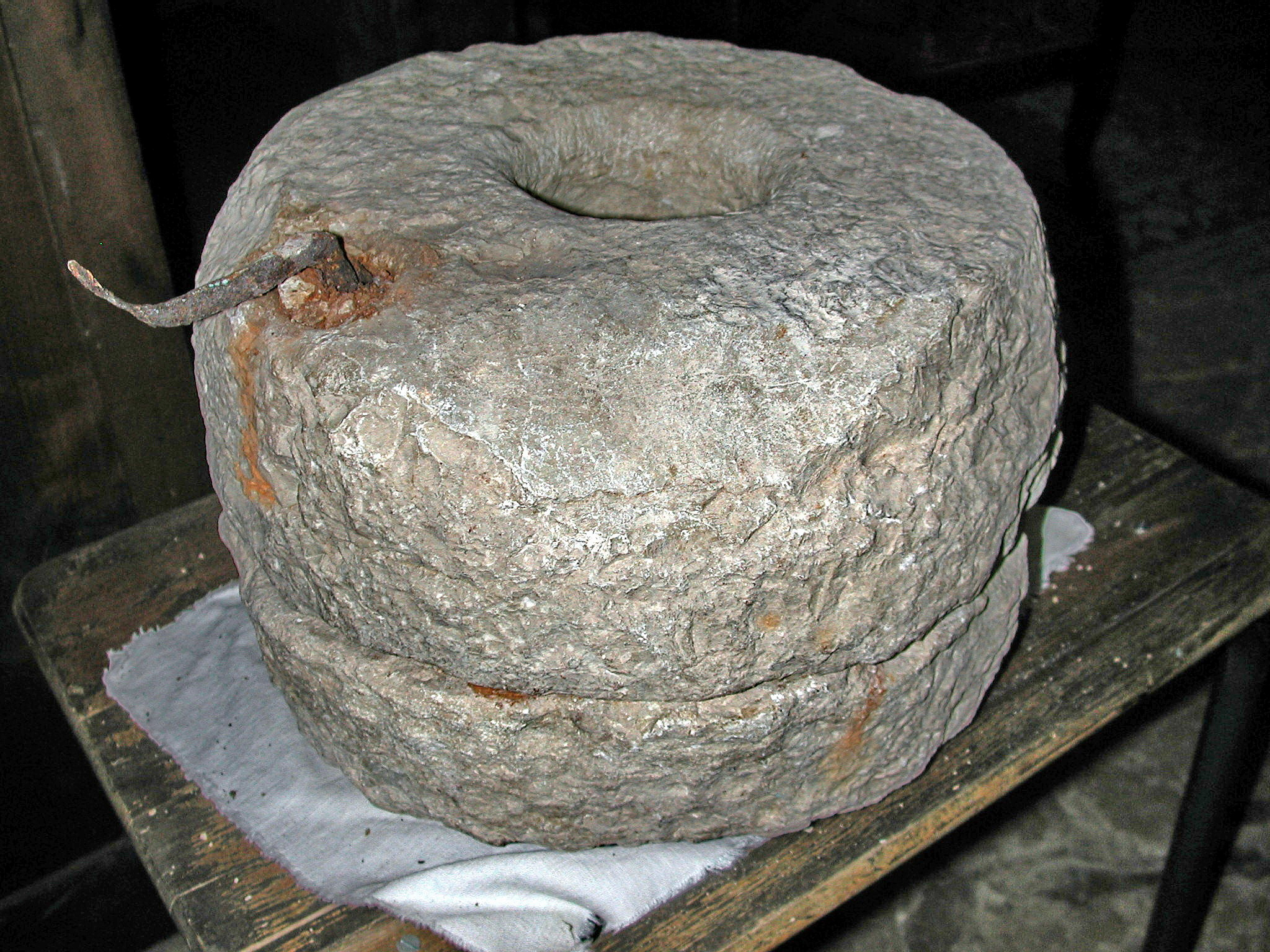
Meule de moulin gaulois.
Meule de moulin gaulois (coupe).
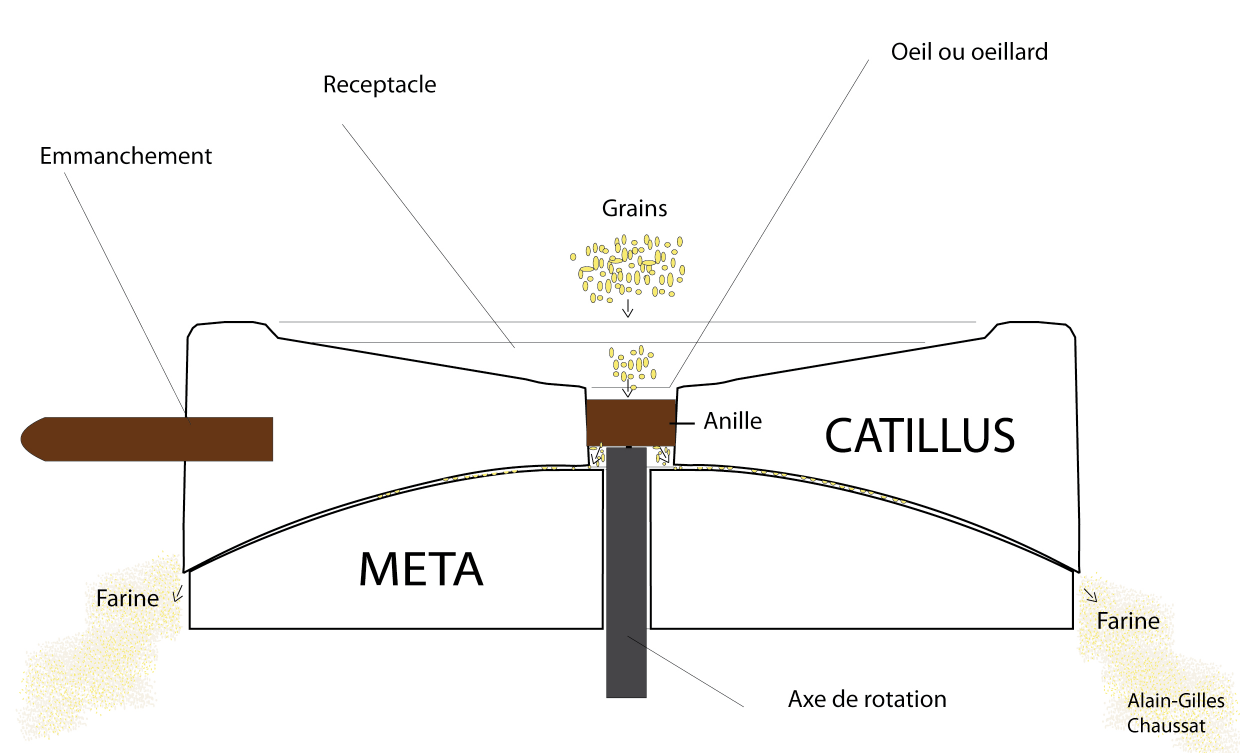
Meule de moulin gallo-romain (coupe).

### Période troublée
Après trois siècles de paix romaine, la région subit les invasions barbares : les Vandales et Wisigoths au Ve siècle. Ensuite les Francs avec pour roi Clovis battirent les Wisigoths à la bataille de Vouillé en 507 et occupèrent le Quercy.
Les troupes d'Abd al-Rahman pillèrent la région lors de leur déplacement vers le nord, puis à leur retour après leur défaite à la bataille de Poitiers en 732. Vers 760, le pays dut encore subir les guerres entre le duc d'Aquitaine Waïfre et le roi des Francs Pépin le Bref.

### Les seigneurs de Sonac
Les premiers seigneurs de Sonac furent peut-être les Barasc de Béduer ou de Thémines qui firent construire le petit château aux alentours du XIIe siècle. Une description de 1741 faisait état d'une tour carrée de 7 à 8 mètres de côté entourée d'un large fossé. À la fin du XIIIe siècle, les terres de Sonac appartenaient à un Barasc de Thémines qui en tenait possession de la veuve de Raoul de Sonac chevalier en 1297. Un testament de 1339 mentionne le chevalier Rodolphe de Sonac.
Les seigneurs de Corn :

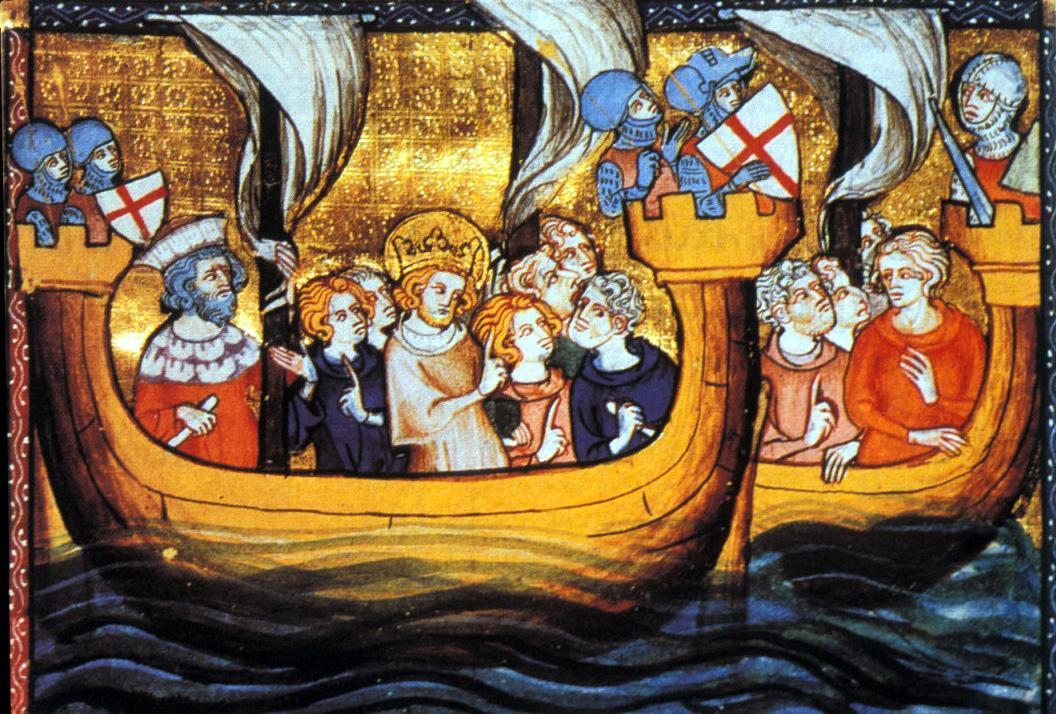
Saint Louis à la septième croisade.

- Sanchon Ier de Corn, chevalier, seigneur de Corn et d'Anglars, né vers 1200 descendait des Barasc de Béduer. Par son mariage avec Bertrande d'Anglars, il devint seigneur d'Anglars, de Corn et de Sonac. Il rendit hommage à Bertrand II de Cardaillac[30] pour ses biens d'Anglars, qu'il suivit lors de septième croisade de 1248. Son blason : d'azur à deux cors de chasse d'or, liés, enguichés et virolés de gueules, au chef bandé d'argent et de gueules de six pièces[31], Sanchon Ier mourut en 1260, fut le père deux fils : Pierre, Guillaume et une fille : Esclarmonde.
- Pierre de Corn alias de Béduer, damoiseau puis chevalier, co-seigneur de Corn et d'Anglars, fils ainé du précédent, héritier de sa mère en 1262, fit hommage à Bertrand II de Cardaillac en 1287 pour ses biens d'Anglars, eut trois fils : Sanchon II, Bertrand et Cidon, mort vers 1289.
- Sanchon II de Corn, damoiseau puis chevalier, co-seigneur de Corn et d'Anglars, reçut des reconnaissances féodales dès le 5 mars 1289, mourut avant février 1335.
- Sanchon III de Corn, fils aîné du précédent, damoiseau puis chevalier, co-seigneur de Corn et d'Anglars, épousa vers 1320 Douce de Béduer morte en 1339, fit hommage le 3 février 1335 à Hugues de Cardaillac. En 1339, il combattit les Anglais en Gascogne dans l'armée de Philippe de Valois. Il se remaria en 1342 à Sybille de Saint-Géry, eut deux garçons : Sanchon IV, Pierre et deux filles : Sybille ou Sébélie et Marguerite religieuse à l'Hôpital-Beaulieu en 1386. Sanchon mourut en 1348.
- Sanchon IV de Corn, fils aîné du précédent, damoiseau, seigneur du château de Corn et d'Anglars et de Sonnac. Il épousa en 1367 Marguerite de Cadrieu et par ce mariage devint seigneur principal de Sonac. Il lui est rendu hommage le 18 novembre 1335. Il combattit les Anglais et mourut vers 1390 laissant son fils ainé Sanchon V mineur et une fille : Elisabeth.
- Sanchon V, damoiseau, seigneur de Corn et Sonac, co-seigneur d'Anglars. Il rendit hommage à Géraud de Bérail le seigneur de Livernon, pour ses droits sur Anglars. Le 19 octobre 1406, il vendit des droits sur Corn dont ceux sur le château au profit des neveux de Douce de Béduer : Raymond et Guillaume de Béduer. par transaction du 8 octobre 1406. Il épousa Saure de Narbone, fille du seigneur de Sénaillac dont il eut deux garçons : Guisbert seigneur de Corn d'Ampare et Déodat (Dieudonné) branche de Corn et Sonac et une fille : Gaillarde. Il ne vivait plus au 23 novembre 1416.
- Déodat de Corn, co-seigneur de Corn et de Sonnac, seigneur d'Anglars. Le 13 octobre 1455, Déodat conclut un accord avec Guisbert de Corn à propos de biens situés à Sonac, acte du 24 février 1466. Il participa à la fin de la guerre contre les Anglais. Il fit son testament le 2 juin 1479. Il avait épousé Anne de Garnier dont il eut huit fils et quatre filles.
- Sanchon VI, fils ainé du précédent, écuyer, co-seigneur de Corn et de Sonnac. Il épousa par acte du 17 septembre 1487 Antonie de la Roque Toirac qui lui apporta une autre partie de Sonac. Il fit son testament le 22 octobre 1502.
- Sanchon VII, seigneur de Corn et de Sonnac, avait épousé Rose de Melet en 1502 et mourut en 1520.
- Jean de Corn, troisième fils du précédent, seigneur de Corn et de Sonnac. Il combattit avec Henry II contre les Anglais et l'Espagnol lors des batailles de Saint-Quentin et de Calais en 1557. Il se convertit au protestantisme et participa aux Guerres de religion.
- Louis de Corn, mentionné dans un acte du 10 mars 1583 en copie dans le livre de Jean Labanhie[25]
- Théodose de Corn, seigneur de Corn et de Sonnac, épousa Françoise de Lentillac en 1591 au château de Corn.

Des seigneurs de Corn aux seigneurs de Lostanges :
- Leur fille, Catherine de Corn, dame de Sonac, Corn, Goudou et d'autres places, se maria en 1606 avec Louis Ricard de Gourdon de Genouillac. Ils eurent un fils et une fille : Louis de Vaillac, seigneur de Sonac et d'autres places qui décéda le 6 août 1636. Sa sœur Françoise de Genouillac-Vaillac se maria au château de Sonac, en 1636, avec Jean-Louis de Lostanges. Après la mort de Catherine de Corn le 13 avril 1639, les seigneurs n'habitèrent plus le château. Le 11 février 1661 Françoise de Genouillac-Vaillac, comtesse de Béduer.
- Jean-Margarit de Lostanges, quatrième fils de Jean-Louis de Lostanges, baron de Felzins, seigneur du Cuzac, devint seigneur de Sonac en 1671 par son mariage avec Marguerite de Corn-Ampare, dame héritière de Sonac. Il mourut en 1691.
- Jean-Francois de Lostanges son fils hérita et se maria en 1711 avec noble dame de La Roche.
- Louis de Lostange, petit-fils de Jean-Louis, lui succéda et mourut sans héritier, son frère Jean-Louis hérita.
- Jean-François-Joseph de Lostanges-Cuzac, arrière-petit-fils de Jean-Margarit fut l'héritier choisi et se maria en 1769. Par la suite, le château fut vendu au sieur Lacarrière-de-Labro qui ne l'habita pas.

### Guerre de Cent Ans

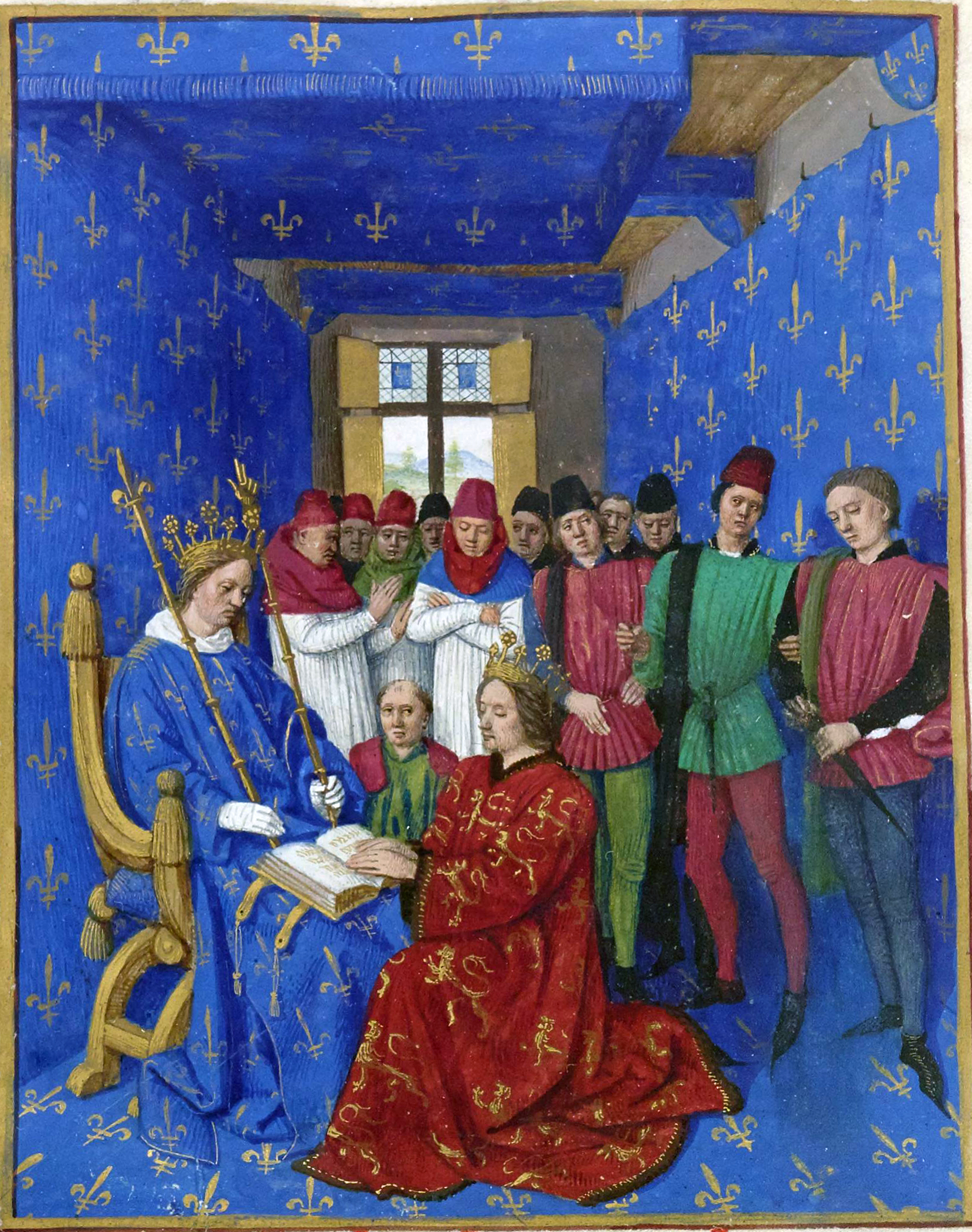
Hommage d'Édouard Ier d'Angleterre à Philippe le Bel.

Le 18 mai 1152, lors de son second mariage, Aliénor d'Aquitaine apporta en dot à Henry de Plantagenet le duché d'Aquitaine. Devenu roi d'Angleterre en 1154, Henry envahit le Quercy. Cette première guerre de Cent Ans se termina avec le traité de Paris (1259). Une partie du Quercy passa sous l'autorité des Anglais, mais les limites furent mal précisées. En 1286, l'arrangement entre Philippe le Bel et Édouard Ier d'Angleterre précisa que Sonac dépendait du roi de France alors que sa voisine Assier fut coupée en deux par la ligne de démarcation.
En 1356, puis 1366, les Anglais traversèrent Sonac pour aller s'établir dans la région de Cardaillac et Fons. De là, ils dévastèrent Issepts et Sonac. En 1369, après la rupture du traité de Brétigny, les compagnies anglaises pillèrent à nouveau Sonac. Sanchon IV, seigneur de Sonac, les combattit au sein de la ligue d'Armand de Barasc, seigneur de Béduer. Après la prise de Figeac le 14 octobre 1371 par les Anglais menés par Bertucat d'Albret et Bernardon de la Salle, ces derniers enlevèrent Corn et Sonac en 1377, puis repartirent en 1379 contre le versement d'une indemnité grâce à une série de traités négociés par le comte Jean III d'Armagnac.
Les Anglais revinrent à la mort de Bertrand du Guesclin en 1380. De 1382 à 1385, ils occupèrent Assier, le Bourg, Rudelle et Anglars. Le capitaine Bertrand de Basserat (nommé aussi Bertro de Besanat) tenait garnison dans la tour de Marot au lieu-dit la Garenie d'Assier. Depuis ce lieu, il pillait les récoltes et rançonnait les habitants de la région dont ceux de Sonac toute proche. Le 18 mai 1387, après négociation avec le comte Jean III d'Armagnac, les chefs de bandes le suivirent en Italie, mais Bertrand de Basserat continua de ruiner la région jusqu'en 1395, date de son départ pour l'Espagne. Ce n'est qu'en 1441 que le Quercy fut débarrassé des Anglais. La population avait alors fortement diminué à la suite des dévastations, des exodes et de la peste de 1348. Pour repeupler le territoire, les seigneurs de Sonac consentirent à des acensements perpétuels aux colons venus d'Auvergne et de Rodez.

### Les guerres de religion
À partir de 1550, de nombreux seigneurs du Quercy comme Jean de Corn, seigneur de Sonac, se convertirent au protestantisme. Le lieu de rassemblement des protestants se situait dans la place voisine d'Assier, fief de Jeanne de Ginouillac. Les habitants de la région eurent à souffrir des rivalités entre les seigneurs protestants et catholiques qui se traduisaient par des demandes de rançon, des pillages, des incendies et des assassinats. Ces actions étaient menées par les capitaines des deux partis :
- pour les catholiques, Jean de Lascazes le seigneur de Roquefort-sur-Célé et Hébrard le seigneur de Saint-Sulpice;
- pour les protestants, Geoffroi Aldebert de Cardaillac-Saint-Circq dit capitaine Marchastel.

En 1562, Marchastel et Bessonies passérent par Sonac après le pillage de Rocamadour et de la région du Ségala. En 1573, Jean de Lascazes organisa une expédition nocturne à la tête de 200 hommes contre Jean de Corn seigneur de Sonac. Ce dernier réussit à s'échapper avec les siens par un souterrain de son château de Sonac. Il alla se réfugier dans le fort d'Anglars dont il était aussi le seigneur. Les combats cessèrent à la signature de l'Édit de Nantes en 1598. Les combats reprirent ensuite à la révocation des clauses militaires. Sonac fut à nouveau dévastée et toute la région était en friche et les soldats du roi n'y trouvait plus de ravitaillement.
En 1988, M. Pinquié découvrit, à 50 mètres de l'emplacement du château, un boulet de canon de cette époque, de forme sphérique en basalte mesurant 61 mm de diamètre et pesant 329 grammes.

### Période révolutionnaire
Pendant la Révolution, un cahier de doléances fut ouvert pour Sonac le 1788. Les habitants y réclamaient la suppression des droits féodaux. La loi du 4 mars 1790 rattacha Sonac au canton de Livernon. Des troubles graves survinrent dans les communes. En février 1791, le château fut sauvé de l'incendie, mais il fut une nouvelle fois en flammes en 1792. Le partage des biens communaux fut effectué le 15 mai 1792 et les ruines du château furent réparties et il fut démoli. Ses pierres furent utilisées pour bâtir deux maisons et une grange.
À partir de 1795, un climat d'insécurité régnait sur la région. Des malfaiteurs pénétraient dans les maisons, et rançonnaient leurs occupants, les jeunes gens s'affrontaient avec ceux de Saint-Simon en utilisant des armes à feu principalement lors des fêtes votives, les municipalités se lancèrent des procès à propos des chemins vicinaux.

### Le Premier Empire
Sous le Premier Empire, Sonac dut fournir des hommes (dont certains ne revinrent pas) et de l'avoine pour nourrir les chevaux des troupes impériales. Les familles de quatre insoumis durent héberger des soldats en représailles.
Le 22 mars 1814, le maire Raymond Thinières fit un discours lors de la chute de Napoléon, le public cria Vive le Roi ! et le drapeau blanc fut installé sur le clocher. Le 24 avril 1814, une garde nationale de 24 hommes fut constituée à Sonac.

### Passé récent
Le 9 août 1830 après la chute de Charles X et à l'avènement de Louis-Philippe Ier, « roi des Français », le drapeau tricolore flotta de nouveau sur l'église.

#### Guerres
Plusieurs jeunes gens de Sonac furent enrôlés pour la guerre de 1870. Pierre Pleimpon y laissa la vie à l'âge de 28 ans. Lors de la première Guerre mondiale, neuf hommes de Sonac perdirent la vie de 1914 à 1918. Leurs noms sont gravés sur une plaque de marbre à l'intérieur de l'église. Pendant la Seconde Guerre mondiale, Ernest Pechmalbec mourut au combat et trois familles venant du nord de la France se réfugièrent à Sonac de 1940 à 1945. Le 8 juin 1944, un maquisard poursuivi par les Allemands traversa le village. Les soldats allemands de la 2e division SS Das Reich, à sa recherche, fouillèrent les maisons du village.

#### École
Le 7 juillet 1817, les maires de Sonac, Assier, et Saint-Simon évoquent, mais sans suite, la possibilité de créer une école à Assier et de la financer au prorata de leur nombre d'habitants. Les 6 mai 1830 et 25 avril 1833, le conseil municipal refuse la création d'un poste d'instituteur au vu du faible nombre d'enfants et de l'impossibilité de lui trouver un logement.
À la suite de la loi Guizot, le conseil municipal décide le 17 novembre 1833 d'ouvrir une école primaire. La première institutrice est Hélène Latapie. Les frais de scolarité s'élèvent à 75 centimes par mois pour ceux qui apprennent la lecture et l'écriture et 1 franc pour ceux qui optent en plus pour l'arithmétique. Six enfants pauvres y étaient reçus gratuitement. Après 1842, l'école est installée dans le bâtiment servant actuellement de mairie. Vers 1890, l'école devint mixte.
En 1842, l'effectif s'élevait à 20 élèves, puis baissa entre 6 et 12 jusqu'en 1939. Pendant la Seconde Guerre mondiale, les enfants des réfugiés grossirent les effectifs. En 1965, l'école ferma et les 6 derniers élèves furent regroupés à Saint-Simon.

#### Électricité
Le 2 mars 1930, sous l'impulsion de son maire Charles Besombes, la commune de Sonac adhéra au syndicat d'électrification rurale de Figeac. L'électricité arriva au bourg en 1931 et 1932. L'éclairage public fut installé en 1933. Les hameaux furent alimentés en 1940 et 1941.

#### Eau potable
Jusqu'au XXe siècle, les habitants s'approvisionnaient en eau potable à la source de la Font grand, à la fontaine de Rhodes et grâce à de nombreux puits publics et privés et grâce à des citernes recueillant l'eau des toitures. L'adduction d'eau potable fut réalisée de 1962 à 1964.

#### Activités de la population
La population de Sonac a toujours été composée principalement de cultivateurs éleveurs de brebis. On comptait jusqu'au siècle dernier : un notaire, un géomètre, un tisserand, un cabaretier, un menuisier-charron, un charpentier, un maçon et un entrepreneur en battage.

## Politique et administration

### Finances locales
Cette section est consacrée aux finances locales de Sonac de 2000 à 2018.
Les comparaisons des ratios par habitant sont effectuées avec ceux des communes de moins de 250 habitants de moins de 250 hab appartenant à un groupement fiscalisé, c'est-à-dire à la même strate fiscale.
Pour l'exercice 2018, le compte administratif du budget municipal de Sonac s'établit à  109 020 € en dépenses et 83 620 € en recettes :
- les dépenses se répartissent en 44 670 € de charges de fonctionnement et 64 350 € d'emplois d'investissement ;
- les recettes proviennent des 56 730 € de produits de fonctionnement et de 26 890 € de ressources d'investissement.

|                                                                                               | Sonac (€/hab.) | Strate (€/hab.) |                                 |
| --------------------------------------------------------------------------------------------- | -------------- | --------------- | ------------------------------- |
| Résultat comptable                                                                            | 137 €          | 201 €           | Picto disque bleu : écart fort  |
| Achats et charges ext.                                                                        | 162 €          | 244 €           | Picto disque bleu : écart fort  |
| contingents                                                                                   | 101 €          | 80 €            | Picto cercle bleu : écart moyen |
| Charges de personnels                                                                         | 92 €           | 202 €           | Picto disque bleu : écart fort  |
| charges financières                                                                           | 17 €           | 15 €            | Picto cercle bleu : écart moyen |
| subventions versées                                                                           | 6 €            | 24 €            | Picto disque bleu : écart fort  |
| Impôts locaux                                                                                 | 306 €          | 245 €           | Picto cercle bleu : écart moyen |
| dotation globale de fonctionnement                                                            | 288 €          | 200 €           | Picto disque bleu : écart fort  |
| Autres impôts                                                                                 | 124 €          | 98 €            | Picto cercle bleu : écart moyen |
| Écart par rapport à la moyenne de la strate : · de 0 à 10 % ; de 10 à 30 % ; supérieur à 30 % |                |                 |                                 |

Pour Sonac en 2018, la section de fonctionnement se répartit en 44 670 €  de charges (508 € par habitant) pour 56 730 € de produits (645 € par habitant), soit un solde de la section de fonctionnement de 12 060 € (137 € par habitant) :
- le principal pôle de dépenses de fonctionnement est celui des achats et charges externes[Note 4] pour une valeur totale de 14 000 € (31 %), soit 162 € par habitant, ratio inférieur de 34 % à la valeur moyenne pour les communes de la même strate (244 € par habitant). Pour la période allant de 2014 à 2018, ce ratio fluctue et présente un minimum de 156 € par habitant en 2016 et un maximum de 313 € par habitant en 2015. Viennent ensuite les groupes des contingents[Note 5] pour 20 %, des charges de personnels[Note 6] pour 18 %, des charges financières[Note 7] pour 2 % et finalement celui des subventions versées[Note 8] pour 2 % ;
- la plus grande part des recettes est constituée des impôts locaux[Note 9] pour un montant de 27 000 € (48 %), soit 306 € par habitant, ratio supérieur de 25 % à la valeur moyenne pour les communes de la même strate (245 € par habitant). Sur la période 2014 - 2018, ce ratio fluctue et présente un minimum de 262 € par habitant en 2014 et un maximum de 335 € par habitant en 2016. Viennent ensuite de la dotation globale de fonctionnement (DGF)[Note 10] pour 44 % et des autres impôts[Note 11] pour 18 %.

La dotation globale de fonctionnement est quasiment égale à celle versée en 2017.
Les taux des taxes ci-dessous sont votés par la municipalité de Sonac. Ils ont varié de la façon suivante par rapport à 2017 :
- la taxe d'habitation égale 10,33 % ;
- la taxe foncière sur le bâti égale 15,87 % ;
- celle sur le non bâti égale 115,77 %.

La section investissement se répartit en emplois et ressources. Les emplois d'investissement en 2018 comprenaient par ordre d'importance :
- des remboursements d'emprunts[Note 13] pour une valeur totale de 47 000 € (73 %), soit 539 € par habitant, ratio supérieur de 565 % à la valeur moyenne pour les communes de la même strate (81 € par habitant). Sur les 5 dernières années, ce ratio fluctue et présente un minimum de 36 € par habitant en 2014 et un maximum de 538 € par habitant en 2018 ;
- des dépenses d'équipement[Note 14] pour une somme de 17 000 € (26 %), soit 192 € par habitant, ratio inférieur de 54 % à la valeur moyenne pour les communes de la même strate (414 € par habitant).

Les ressources en investissement de Sonac se répartissent principalement en :
- subventions reçues pour une valeur de 22 000 € (82 %), soit 251 € par habitant, ratio supérieur de 82 % à la valeur moyenne pour les communes de la même strate (138 € par habitant). Pour la période allant de 2014 à 2018, ce ratio augmente de façon continue de 0 € à 250 € par habitant ;
- fonds de Compensation pour la TVA pour une valeur totale de 1 000 € (4 %), soit 6 € par habitant, ratio inférieur de 89 % à la valeur moyenne pour les communes de la même strate (53 € par habitant).

| |
| Valeurs en millier d'euros (k€) · Sonac, Valeur totale : Dépenses d'équipement Remboursements d'emprunts |

| |
| Valeurs en millier d'euros (k€) · Sonac, Valeur totale : Nouvelles dettes subventions reçues Fonds de compensation pour la TVA |

L'endettement de Sonac au 31 décembre 2018 peut s'évaluer à partir de trois critères : l'encours de la dette, l'annuité de la dette et sa capacité de désendettement :
- l'encours de la dette pour une somme de 48 000 €, soit 551 € par habitant, ratio voisin de la valeur moyenne de la strate. En partant de 2014 et jusqu'à 2018, ce ratio fluctue et présente un minimum de 236 € par habitant en 2016 et un maximum de 1 115 € par habitant en 2017 ;
- l'annuité de la dette pour une valeur totale de 49 000 €, soit 556 € par habitant, ratio supérieur de 479 % à la valeur moyenne pour les communes de la même strate (96 € par habitant). Sur la période 2014 - 2018, ce ratio fluctue et présente un minimum de 51 € par habitant en 2014 et un maximum de 555 € par habitant en 2018 ;
- la capacité d'autofinancement (CAF) pour une somme de 12 000 €, soit 137 € par habitant, ratio inférieur de 37 % à la valeur moyenne pour les communes de la même strate (216 € par habitant). En partant de 2014 et jusqu'à 2018, ce ratio fluctue et présente un minimum de −115 € par habitant en 2015 et un maximum de 363 € par habitant en 2014. La capacité de désendettement est d'environ 4 années en 2018. Sur une période de 19 années, ce ratio présente un minimum de moins d'un an en 2004 et un maximum très élevé, de plus de 50 années en 2015.

Les courbes G4a et G4b présentent l'historique des dettes de Sonac.
|                                                                        |
| Valeurs en euros · Sonac, Par habitant : CAF Encours total de la dette |

|                                                                |
| Valeurs en années · Sonac, : Ratio = Encours de la dette / CAF |

## Population et société

### Démographie
L'évolution du nombre d'habitants est connue à travers les recensements de la population effectués dans la commune depuis 1793. Pour les communes de moins de 10 000 habitants, une enquête de recensement portant sur toute la population est réalisée tous les cinq ans, les populations de référence des années intermédiaires étant quant à elles estimées par interpolation ou extrapolation. Pour la commune, le premier recensement exhaustif entrant dans le cadre du nouveau dispositif a été réalisé en 2006.

En 2022, la commune comptait 93 habitants, en évolution de +9,41 % par rapport à 2016 (Lot : +1,31 %, France hors Mayotte : +2,11 %).
| 1793 | 1806 | 1821 | 1831 | 1836 | 1841 | 1846 | 1851 | 1856 |
| ---- | ---- | ---- | ---- | ---- | ---- | ---- | ---- | ---- |
| 298  | 309  | 281  | 266  | 276  | 266  | 284  | 292  | 263  |

| 1861 | 1866 | 1872 | 1876 | 1881 | 1886 | 1891 | 1896 | 1901 |
| ---- | ---- | ---- | ---- | ---- | ---- | ---- | ---- | ---- |
| 261  | 246  | 234  | 235  | 200  | 177  | 183  | 212  | 175  |

| 1906 | 1911 | 1921 | 1926 | 1931 | 1936 | 1946 | 1954 | 1962 |
| ---- | ---- | ---- | ---- | ---- | ---- | ---- | ---- | ---- |
| 178  | 157  | 138  | 135  | 134  | 132  | 117  | 105  | 96   |

| 1968 | 1975 | 1982 | 1990 | 1999 | 2006 | 2011 | 2016 | 2021 |
| ---- | ---- | ---- | ---- | ---- | ---- | ---- | ---- | ---- |
| 84   | 69   | 74   | 69   | 80   | 79   | 81   | 85   | 91   |

| 2022 | - | - | - | - | - | - | - | - |
| ---- | - | - | - | - | - | - | - | - |
| 93   | - | - | - | - | - | - | - | - |

#### Avant la Révolution
| 1740 | 1750 | 1775 | 1781 |
| ---- | ---- | ---- | ---- |
| 360  | 335  | 321  | 328  |

Histogramme

(élaboration graphique par Wikipédia)

### Infrastructure

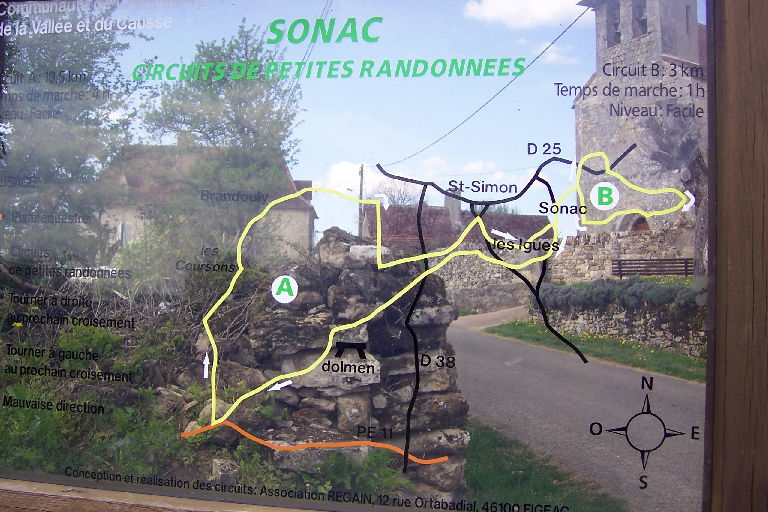
Les deux circuits de randonnée de Sonac.

Sonac ne possède plus d'écoles. Les plus jeunes enfants sont dirigés vers les établissements scolaires maternelles et primaires d'Assier. Les collégiens sont dirigés vers le collège de Lacapelle-Marival.
Internet haut débit sera accessible dans la commune le 6 décembre 2012. Sonac possède une salle des fêtes et un comité d’animation et de loisirs.
Deux circuits de randonnée, démarrant à la mairie, permettent de parcourir les sentiers et découvrir les curiosités de Sonac :
- un de 3 kilomètres, une heure de marche fait découvrir le Limargue au nord-est ;
- un de 10 kilomètres, quatre heures fait découvrir le causse au sud.

### Santé
Les hôpitaux les plus proches de Sonac sont situés à Figeac (23 km, 25 minutes par la D 653 et D 840) et à Cahors (60 km, 1 heure par la D 653).

## Économie
L'agriculture constitue la principale activité économique de Sonac. Quelques gites ruraux accueillent les touristes. Sonac n'héberge plus de commerçants ou d'artisans.

## Lieux et monuments

### L'église Saint-Étienne

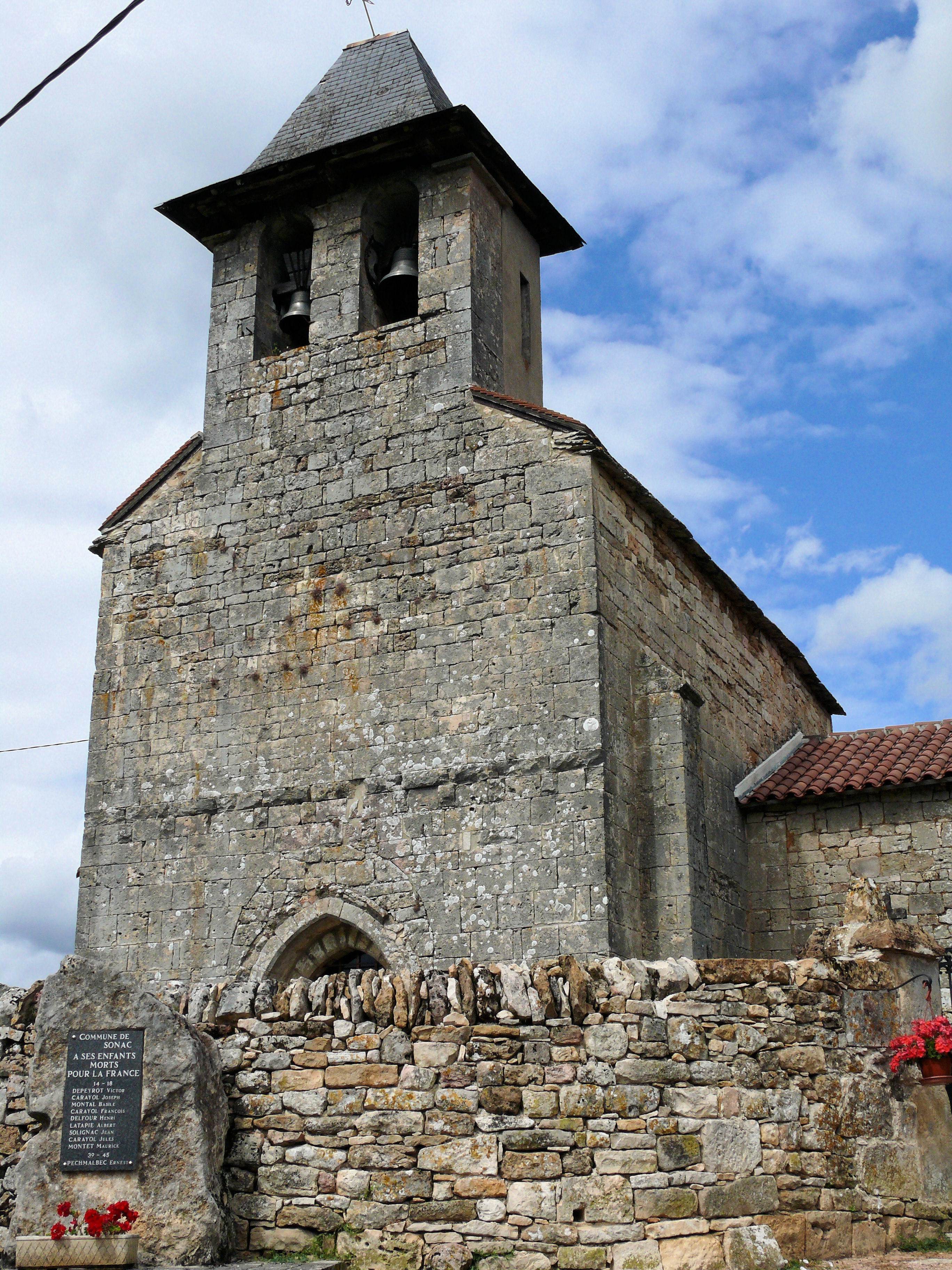
Vue du clocher de l'église de Sonac

L'église Saint-Étienne de Sonac. L'édifice est référencé dans la base Mérimée et à l'Inventaire général de la région Occitanie. L'église est mentionnée dès 1146 comme dépendance du chapitre de Figeac.
Le 3 août 1298, l'évêque de Cahors Sicard de Montaigu la donna à l'Hôpital Beaulieu d'Issendolus.
C'est une construction de style roman avec une voûte de plein cintre reposant sur des murs latéraux renforcés par des contreforts. Une ligne horizontale de pierres brisées est visible sur la façade. Ces pierres se terminaient probablement par des têtes de saints et avait été brisée par les protestants au XVIe siècle. Le clocher qui menaçait de s'effondrer fut reconstruit sur décision du conseil municipal le 5 mai 1822. Les lauzes de la toiture furent remplacées par des ardoises d'Angers plus légères en 1936. L'église était autrefois entourée d'un vaste cimetière sur lequel ont été construites les maisons actuelles du bourg. Il reste de vieilles tombes dans l'enceinte.

## Personnalités liées à la commune
- Certains, comme Jean Labanhie, affirme que Guillaume de Saunhac, grand maître de l'ordre du Temple de 1247 à 1250, serait né à Sonac vers 1210[25]. Mais les dates ne concordent pas : Guillaume de Saunhac fut recteur de la commanderie d'Auzon vers 1223 après avoir été précepteur de la commanderie de Sainte-Eulalie-de-Cernon. Certaines études montrent aussi que son nom aurait été mal retranscrit dans le livre de Jehans de Joinville[40] ;
- Niate : bandit de grands chemins pour les uns, voleur au grand cœur pour les autres[41].